# Miantonomo

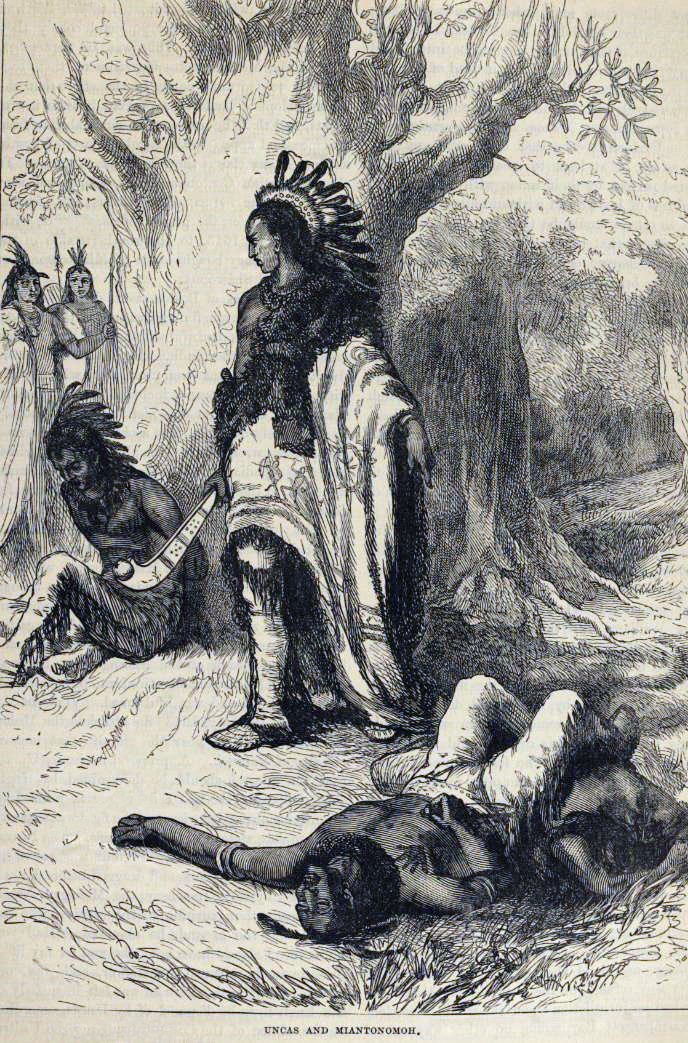
Uncas i Miantonimo

Miantonomo (także Miantonomoh, Miantonomah, Miantonimo) - wódz indiańskiego plemienia Narragansett z pierwszej połowy XVII w.
W 1632 roku pod naciskiem Johna Winthropa, gubernatora Massachusetts, ukarał trzech wojowników, którzy wygłodzeni weszli do angielskiego domu i zjedli znajdującą się tam żywność.
Początkowo przychylny europejskim kolonistom, w 1643 nieskutecznie namawiał Moheganów pod wodzą Uncasa do wspólnej walki przeciw Anglikom. Wydany przez wodzów rywalizującego z Narragansettami plemienia władzom Connecticut, został skazany na śmierć. Wyrok wykonał brat Uncasa, Wawequa.